# Josep Maria Fradera
Josep Maria Fradera Barceló (Mataró, 1952) es un historiador español, catedrático de la Universidad Pompeu Fabra, especializado en colonialismo.
Es autor de obras como Jaume Balmes: els fonaments racionals d'una política catòlica (1996) —que desarrolla la trayectoria del pensador Jaime Balmes—, Gobernar colonias (1999), Colonias para después de un imperio (2005) —en la que analiza el período colonial español entre mediados del siglo xviii y la década de los 70 del siglo xix—, La patria dels catalans (2009) o La nación imperial (1750-1918). Derechos, representación y ciudadanía en los imperios de Gran Bretaña, Francia, España y Estados Unidos (2015)y Antes del antiimperialismo. Genealogía y límites de una tradición humanitaria (2022).

## Premios y reconocimientos
- Premio Anagrama de Ensayo 2022.[8]